# Thomas Parnell
Thomas Parnell (11. září 1679, Dublin – 24. října 1718, Chester) byl irský anglicky píšící básník a překladatel, jehož některá díla již obsahuji preromantické znaky.

## Život a dílo
Narodil se v Dublinu v rodině zastánce Cromwella během anglické občanské války, který se po obnovení monarchie přestěhoval do Irska. Vystudoval na tamější Trinity College, přijal svěcení a roku 1705 se stal arciděkanem irské církve v Clogheru. Oženil se s Annou Minchinovou, která zemřela již roku 1711, což jím bluboce otřáslo.
Zajímal se o literaturu a trávil hodně času v Lodnýně, kde se stal přítelem Alexandera Popa a Jonathana Swifta a spolu s nimi od roku 1713 členem skupinky toryovských satiriků zvané Scriblerus Club (Škrabácké sdružení), Přispíval do časopisu The Spectator a pomáhal Popovi s jeho překladem Homérova starořeckého eposu Ilias. Samostatně přeložil (podle překladatelských zvyklostí té doby hrdinským dvojverším) a roku 1717 vydal starořecký směšnohrdinský epos Žabomyší válka. Zemřel v Chesteru při návratu do Irska z jedená svých cest do Anglie a byl zde také pohřben.
Většinu svých básní zanechal v rukopisech, které sebral a v prosinci roku 1721 vydal Alexander Pope pod názvem Poems on Several Occasions (Básně k různým příležitostem). Mají čistý a klidný výraz a ladný, elegantní a prostý styl. K nejznámějším z nich patří filosofická básnická povídka The Hermit (Poustevník), napsaná v hrdinském dvojverší, která vychází ze střeodověkého souboru příběhů Gesta Romanorum. K dalším patří například Hymn to Contentment (Hymnus na blaženost), A Fairy Tale, in the Ancient English Style (Pohádka ve starém anglickém stylu) a především báseň A Night-Piece on Death (Noční skladba na smrt) z roku 1717, která svou citovostí předjímá pozdější básnická rozjímání o odevzdanosti osudu a smrti typická pro tzv. hřbitovní školu. Jde patrně o první báseň, která je do této školy řazena.

## Výběrová bibliografie
- Essay on the Different Stiles of Poetry (1713, Esej o různých cestách poezie).
- Battle of the Frogs and Mice (1717, Žabomyší válka), překlad Homérovi připisovaného směšnohrdinského eposu.
- Poems on Several Occasions (1721, Básně k různým příležitostem), posmrtné vydání Parnellových básní uspořádané Alexandrem Popem, v knize je uveden rok vydání 1722, ale kniha vyšla v prosinci roku 1721. Roku 1770 vyšlo druhé, Oliverem Goldsmithem doplněné vydání opatřené podrobným životopisem básníka.
- The Posthumous Works of Dr. Thomas Parnell (1758, Posmrtná díla Dr. Thomase Parnella).